# Amago Yoshihisa
Amago Yoshihisa (尼子 義久?   1540-1610) fue un daimyō del período Sengoku de la historia de Japón.
Yoshihisa fue hijo de Amago Katsuhisa y continuó la lucha en contra del clan Mōri, quienes lo asediaron en el castillo Toda. Debido a que sospechaba que uno de sus principales vasallos, Moriyama Hisakane, lo traicionaba, lo mandó ejecutar. Esa acción provocó que la mayoría de sus vasallos lo abandonara por lo que tuvo que huir.
Yoshihisa rapó su cabello y se dedicó a la vida religiosa hasta su muerte en 1610.